# نفريتس الأول
نفريتس الأول، (بالإنجليزية: Nepherites I)‏، أو نفر عاو رود الأول (بالإنجليزية: Nefaarud I)‏، هو فرعون مصري ومؤسس الأسرة المصرية التاسعة والعشرين. حكم في العصر المتأخر، وكان واحداً من آخر الحكام الأصليين للبلاد. يرجع «نفر عاو رود» بأصوله إلى مندس، والتي اتخذ منها أيضاً عاصمة له ومحل لدفنه. حكم مصر من عام 398 ق.م. حتى 393 ق.م.

## حكمه
فاز نفيرتس بالعرش بعد هزيمته لأميرتايوس، في معركة مفتوحة، ثم قام باعدامه في منف عام 399 ق.م.
وقد حمل نفريتس الأول نفس اسم حورس الذي حمله بسماتيك الأول واسم حورس الذهبي لأحمس الثاني، يعتقد أنها إثبات لإرادته ضم حكمه للعصر الذهبي السابق له من التاريخ المصري.
استمر نفريتس في اتباع سياسة التدخل المصرية في الشرق الأوسط في الشؤون الخارجية. دعم اسبرطة في حربها ضد الفرس؛ غزا الاسبرطيون قبرص ورودس في محاولة لتوسيع منطقة نفوذهم في الشرق. مد نفريتس الاسبرطيين بأكثر من 500.000 وعاء من الحبوب و100 لوح طباعة.

## البناء والحضارة
هناك دليل على أعمال البناء في عهد نفريتس الأول، في عدد من المواقع على أراضي مصر يوجد تمثال معروف له في بوتو. وهو موثق في مصر الوسطى والعليا عن طريق ممصلى عثر عليه في أكوريس (طهنا الجبل) ناووس عثر عليه في سوهاج فضلاً عن مشروعات إنشائية أخرى عثر عليها في سقارة والكرنك.
بعيداً عن العدد الضئيل للأوشابتي، فالتجسيد الوحيد الموجود لنفريتس يتمثل في تمثال على شكل أبو الهول مصنوع من البازلت، والموجود حالياً في متحف اللوڤر. ومن المعروف أنه جيئ به إلى أوروبا في أوائل القرن السادس عشر، ليزين نافورة في فيلا بوركيزى، روما.

## مقبرته

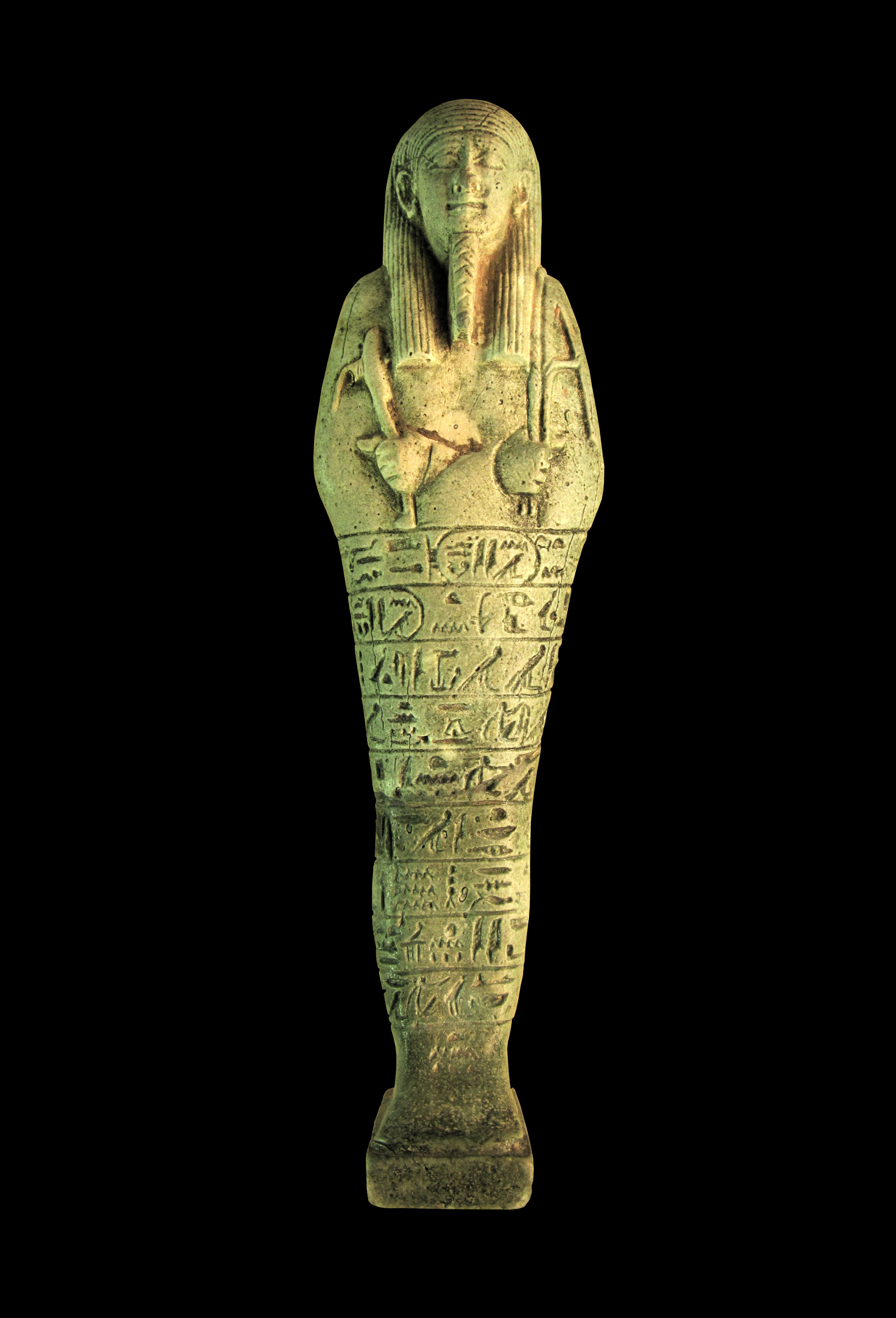
اوشابتي (تمثال جنائزي) لنفريتس الأول.

يوجد قبر يعتقد أنه يعود لنفريتس الأول اكتشفه فريق مشترك من جامعة تورنتو وجامعة واشنطن عام 1992-1993. الملكية المحتملة للمقبرة تم تحديدها بوجود الأوشباتي الذي يحمل اسم نفريتس الأول، ومع ذلك لم يتم العثور على دليل قاطع. بالرغم من أنها لا زالت تحتوي على أشياء جنائزية وناووس من الحجر الجيري، إلا أنه يعتقد أن المقبرة قد دمرها الفرس عام 343 ق.م.
عثر على أواني خزفية تحتوي على عينات أسماك وألواح مغطاة بالأسماك في موقع مجمع نفريتس الجنائزي. وجود الأسماك، عادة ما يفسر كقرابين، مما يشير إلى أن الموقع كان في السابق معبد لإلهة الأسماك حات محيت.

## مقالات ذات صلة
- الأسرة المصرية التاسعة والعشرين
- أميرتايوس